# Доминик Ландертингер
Доминик Ландертингер (на немски: Dominik Landertinger) е австрийски биатлонист, световен шампион в масовия старт и щафетата от световното първенство в Пьончанг през 2009 г.
Дебютира за световната купа през сезон 2007/08, в третото състезание за сезона, провело се в Поклюка, Словения. В този кръг печели третото място с щафетата на Австрия. Завършва 61-ви в крайното класиране за сезона. В Оберхоф, в четвъртото състезание от сезон 2008/09, печели първата си победа с щафетата на Австрия. В следващия кръг, в Руполдинг, се качва на подиума в спринта (2-ро място) и преследването (3-то място). Завършва сезона на 11-о място в крайното класиране. Печели титлата в масовия старт на световното първенство в Пьончанг и сребърен медал с щафетата. В последното състезание от сезон 2009/10, в Ханти-Мансийск, печели масовия старт. Това е първата му победа в състезание за Световната купа. Завършва 6-и в крайното класиране за сезона. През сезон 2010/11 завършва 34-ти, а през следващия – 33-ти. През сезон 2012/13 завършва на трето място в крайното класиране за Световната купа.

## Резултати

### Олимпийски игри
Участва на зимните олимпийски игри във Ванкувър през 2010 г. и в Сочи през 2014. Във Ванкувър печели сребърен медал с щафетата на Австрия. Завършва седми в масовия старт, 14-и в преследването, 23-ти в индивидуалния старт и 34-ти в спринта.
| Олимпийски игри | Индивидуално | Спринт | Преследване | Масов старт | Щафета | Смесена щафета |
| --------------- | ------------ | ------ | ----------- | ----------- | ------ | -------------- |
| 2010 Ванкувър   | 23-то        | 34-то  | 14-о        | 7-о         | Сребро | Не се провежда |
| 2014 Сочи       | 5-и          | Сребро | 10-и        | 7-и         | Бронз  | Не участва     |

### Световни първенства
Ландертингер участва на всички световни първенства от 2009 до 2013 г. На първото си първенство, през 2009 г. в Пьончанг, Южна Корея, става световен шампион в масовия старт и печели сребърен медал с щафетата на Австрия. На следващите две първенства не влиза сред първите десет в индивидуалните стартове и остава извън тройката с щафетата. В Нове Место през 2013 г. се класира шести в спринта и пети в преследването и щафетата.
| Първенство                | Индивидуално   | Спринт         | Преследване    | Масов старт    | Щафета         | Смесена щафета     |
| ------------------------- | -------------- | -------------- | -------------- | -------------- | -------------- | ------------------ |
| 2009 Пьончанг             | 6-о            | 17-о           | 34-то          | Злато          | Сребро         | Австрия не участва |
| 2010 Ханти-Мансийск       | Не се провежда | Не се провежда | Не се провежда | Не се провежда | Не се провежда | Австрия не участва |
| 2011 Ханти-Мансийск       | 16-о           | 49-о           | 46-о           | не участва     | 9-о            | 7-о                |
| 2012 Руполдинг            | 15-о           | 28-о           | 31-во          | 24-то          | 5-о            | Австрия не участва |
| 2013 Нове Место на Мораве | 14-о           | 15-о           | 5-о            | 6-о            | 5-о            | Австрия не участва |

### Световна купа
- 2012/13: 3
- 2011/12: 33
- 2010/11: 34
- 2009/10: 6
- 2008/09: 11
- 2007/08: 61